# Україна на літніх Олімпійських іграх 2016
Україна брала участь у літніх Олімпійських іграх 2016 року, що проходили у Ріо-де-Жанейро, Бразилія, з 5 по 21 серпня 2016 року.

## Медалісти
| Медалі за днями | Медалі за днями | Медалі за днями | Медалі за днями | Медалі за днями | Медалі за днями | Медалі за днями |
| --------------- | --------------- | --------------- | --------------- | --------------- | --------------- | --------------- |
| День            | Дата            |                 |                 |                 | Всього          |                 |
| День 0          | 5-е             | —               | —               | —               | —               |                 |
| День 1          | 6-е             | 0               | 0               | 0               | 0               |                 |
| День 2          | 7-е             | 0               | 0               | 0               | 0               |                 |
| День 3          | 8-е             | 0               | 1               | 1               | 2               |                 |
| День 4          | 9-е             | 0               | 0               | 0               | 0               |                 |
| День 5          | 10-е            | 0               | 1               | 0               | 1               |                 |
| День 6          | 11-е            | 0               | 0               | 0               | 0               |                 |
| День 7          | 12-е            | 0               | 0               | 0               | 0               |                 |
| День 8          | 13-е            | 0               | 1               | 0               | 1               |                 |
| День 9          | 14-е            | 0               | 0               | 0               | 0               |                 |
| День 10         | 15-е            | 0               | 1               | 0               | 1               |                 |
| День 11         | 16-е            | 1               | 0               | 1               | 2               |                 |
| День 12         | 17-е            | 0               | 0               | 0               | 0               |                 |
| День 13         | 18-е            | 1               | 0               | 0               | 1               |                 |
| День 14         | 19-е            | 0               | 0               | 0               | 0               |                 |
| День 15         | 20-е            | 0               | 1               | 2               | 3               |                 |
| День 16         | 21-е            | 0               | 0               | 0               | 0               |                 |

| Медаль | Спортсмен                                                 | Вид спорту                      | Дисципліна                  | Дата      |
| ------ | --------------------------------------------------------- | ------------------------------- | --------------------------- | --------- |
| Золото | Олег Верняєв                                              | Спортивна гімнастика            | Паралельні бруси            | 16 серпня |
| Золото | Юрій Чебан                                                | Веслування на байдарках і каное | Каное-одиночки, 200 метрів  | 18 серпня |
| Срібло | Сергій Куліш                                              | Стрільба                        | Пневматична гвинтівка, 10 м | 8 серпня  |
| Срібло | Олег Верняєв                                              | Спортивна гімнастика            | Абсолютна першість          | 10 серпня |
| Срібло | Аліна Комащук Олена Кравацька Олена Вороніна Ольга Харлан | Фехтування                      | Командна шабля              | 13 серпня |
| Срібло | Жан Беленюк                                               | Греко-римська боротьба          | До 85 кг                    | 15 серпня |
| Срібло | Павло Тимощенко                                           | Сучасне п'ятиборство            | Індивідуальне змагання      | 20 серпня |
| Бронза | Ольга Харлан                                              | Фехтування                      | Індивідуальна шабля         | 8 серпня  |
| Бронза | Богдан Бондаренко                                         | Легка атлетика                  | Стрибки у висоту            | 16 серпня |
| Бронза | Тарас Міщук Дмитро Янчук                                  | Веслування на байдарках і каное | Каное-двійки, 1000 метрів   | 20 серпня |
| Бронза | Ганна Різатдінова                                         | Художня гімнастика              | Індивідуальне багатоборство | 20 серпня |

## Склад учасників

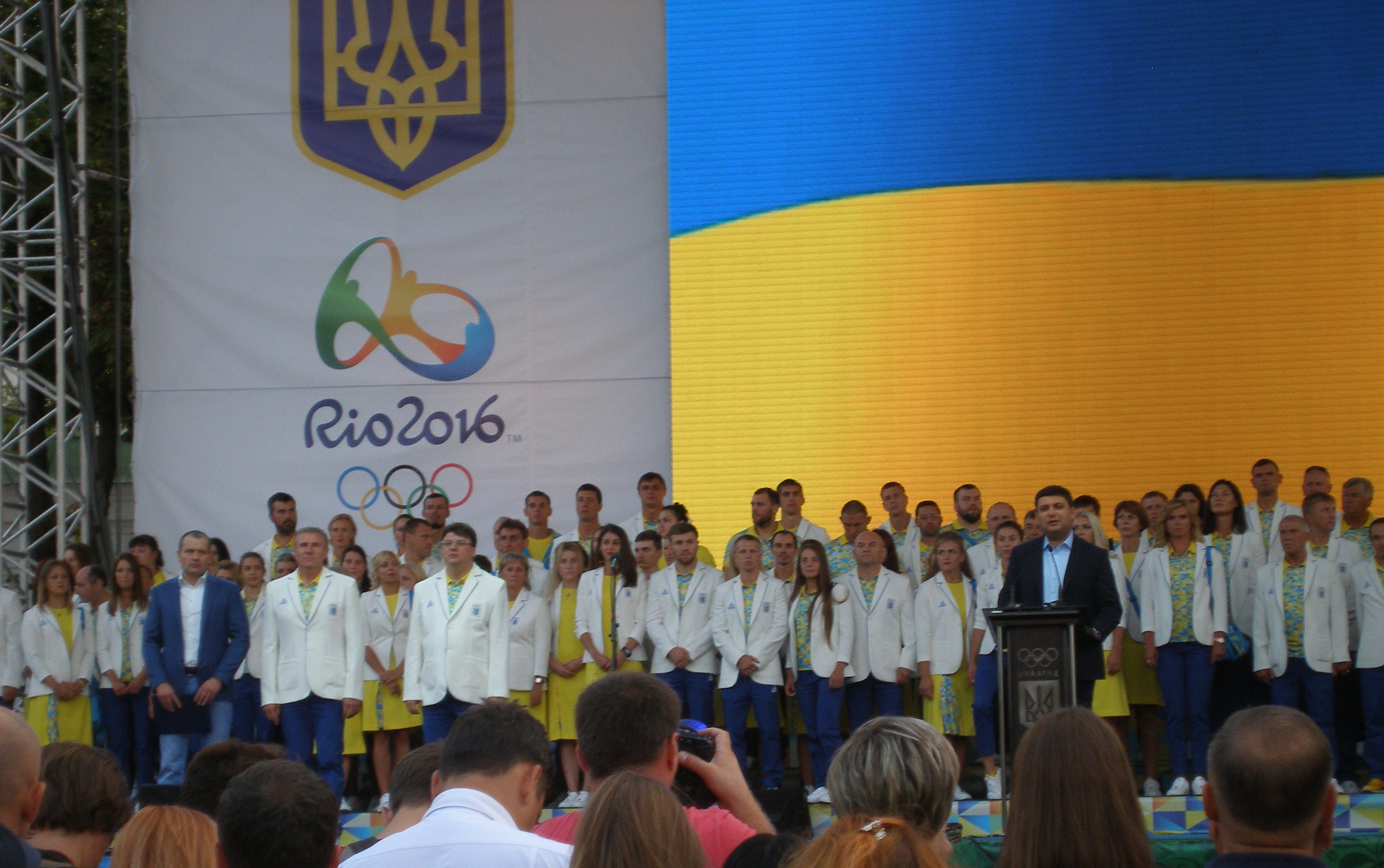
Олімпійська збірна України під час проводів на Олімпіаду.

Збірна України на літніх Олімпійських іграх у Ріо-де-Жанейро складається з 206 спортсменів, які беруть участь у двадцяти семи офіційно зареєстрованих в Україні видах спорту. Серед них 8 олімпійських чемпіонів. Ще близько 10 спортсменів, зокрема плавці, веслувальники, легкоатлети, перебувають у листі очікування. Низка спортсменів, зокрема декілька борців різних стилів, веслувальниця, тхеквондистка та кілька боксерів є першими запасними у випадку відмови чи відлучення спортсменів інших збірних від змагань.
| Спорт                           | Чоловіки | Жінки | Всього |
| ------------------------------- | -------- | ----- | ------ |
| Академічне веслування           | 4        | 4     | 8      |
| Бадмінтон                       | 1        | 1     | 2      |
| Бокс                            | 4        | 1     | 5      |
| Боротьба                        | 6        | 5     | 11     |
| Важка атлетика                  | 4        | 4     | 8      |
| Велоспорт                       | 3        | 4     | 7      |
| Тріатлон                        | 1        | 1     | 2      |
| Веслування на байдарках і каное | 4        | 5     | 9      |
| Вітрильний спорт                | 3        | 0     | 3      |
| Дзюдо                           | 4        | 3     | 7      |
| Кінний спорт                    | 4        | 1     | 5      |
| Легка атлетика                  | 19       | 46    | 65     |
| Великий теніс                   | 2        | 5     | 7      |
| Настільний теніс                | 1        | 1     | 2      |
| Плавання                        | 5        | 2     | 7      |
| Синхронне плавання              | 0        | 9     | 9      |
| Стрибки на батуті               | 0        | 1     | 1      |
| Стрибки у воду                  | 3        | 4     | 7      |
| Кульова стрільба                | 6        | 2     | 8      |
| Стрільба з лука                 | 1        | 3     | 4      |
| Сучасне п'ятиборство            | 2        | 1     | 3      |
| Спортивна гімнастика            | 5        | 1     | 6      |
| Художня гімнастика              | 0        | 6     | 6      |
| Фехтування                      | 5        | 9     | 14     |
| Всього                          | 87       | 119   | 206    |

## Академічне веслування
Спортсменів — 8
Чоловіки
| Спортсмени | Дисципліна     | Відбіркові заїзди | Відбіркові заїзди | Втішний заїзд | Втішний заїзд | Чвертьфінали | Чвертьфінали | Півфінали | Півфінали | Фінал   | Фінал |
| Спортсмени | Дисципліна     | Час               | Місце             | Час           | Місце         | Час          | Місце        | Час       | Місце     | Час     | Місце |
| --- | -------------- | ----------------- | ----------------- | ------------- | ------------- | ------------ | ------------ | --------- | --------- | ------- | ----- |
| Іван Довгодько Дніпропетровська областьДмитро Міхай Херсонська областьАртем Морозов Херсонська областьОлександр Надтока Запорізька область | Парні четвірки | 5:52.90           | 2                 | Н/Д           | Н/Д           | Н/Д          | Н/Д          | Н/Д       | Н/Д       | 6:16.30 | 6     |

Жінки
| Спортсменки | Дисципліна     | Відбіркові заїзди | Відбіркові заїзди | Втішний заїзд | Втішний заїзд | Чвертьфінали | Чвертьфінали | Півфінали | Півфінали | Фінал   | Фінал |
| Спортсменки | Дисципліна     | Час               | Місце             | Час           | Місце         | Час          | Місце        | Час       | Місце     | Час     | Місце |
| --- | -------------- | ----------------- | ----------------- | ------------- | ------------- | ------------ | ------------ | --------- | --------- | ------- | ----- |
| Олена Буряк Миколаївська областьДарина Верхогляд КиївАнастасія Коженкова Дніпропетровська областьНімченко Євгенія Київ | Парні четвірки | 6:35.48           | 1                 | Н/Д           | Н/Д           | Н/Д          | Н/Д          | Н/Д       | Н/Д       | 6:56.09 | 4     |

## Бадмінтон
| Спортсмени                             | Змагання                   | Груповий етап                               | Груповий етап                           | Раунд 1/8                                           | Чвертьфінал      | Півфінал         | Фінал            | Фінал            |                  |
| Спортсмени                             | Змагання                   | 1 матч                                      | 2 матч                                  | Раунд 1/8                                           | Чвертьфінал      | Півфінал         | Фінал            | Фінал            |                  |
| Спортсмени                             | Змагання                   | Суперник Рахунок                            | Суперник Рахунок                        | Суперник Рахунок                                    | Суперник Рахунок | Суперник Рахунок | Суперник Рахунок | Місце            |                  |
| -------------------------------------- | -------------------------- | ------------------------------------------- | --------------------------------------- | --------------------------------------------------- | ---------------- | ---------------- | ---------------- | ---------------- | ---------------- |
| Артем Почтарьов Харківська область     | Чоловічий одиночний турнір | Джейкоб Малікал (RSA) Поразка 18-21, 19-21  | Сон Ван Хо (RSA) Поразка 9-21, 15-21    | Завершила виступ                                    | Завершила виступ | Завершила виступ | Завершила виступ | Завершила виступ |                  |
| Марія Улітіна Дніпропетровська область | Жіночий одиночний турнір   | Лоайнне Вісенте (BRA) Перемога 21-13, 21-13 | Саїна Невал (IND) Перемога 21-18, 21-19 | Порнтіп Буранапрасертсук (THA) Поразка 14-21, 16-21 | Завершила виступ | Завершила виступ | Завершила виступ | Завершила виступ | Завершила виступ |

## Боротьба
Чоловіки
Вільна боротьба
| Спортсмен                             | Категорія | Кваліфікація                   | 1/8 фіналу                          | Чвертьфінал                       | Півфінал                         | Втішний поєдинок                 | Фінал/3-є місце                     | Фінал/3-є місце |
| Спортсмен                             | Категорія | Суперник Результат             | Суперник Результат                  | Суперник Результат                | Суперник Результат               | Суперник Результат               | Суперник Результат                  | Місце           |
| ------------------------------------- | --------- | ------------------------------ | ----------------------------------- | --------------------------------- | -------------------------------- | -------------------------------- | ----------------------------------- | --------------- |
| Андрій Квятковський Львівська область | 65 кг     | Н/Д                            | Тогрул Асгаров (AZE) Поразка 2-12   | Н/Д                               | Н/Д                              | Франк Молінаро (USA) Поразка 5-8 | Завершив виступ                     | Завершив виступ |
| Валерій Андрійцев Київ                | 97 кг     | Н/Д                            | Анзор Болтукаєв (RUS) Перемога 8-5  | Магомед Мусаєв (KGZ) Перемога 5-2 | Хетаг Газюмов (AZE) Поразка 0-11 | Н/Д                              | Магомед Ібрагімов (UZB) Поразка 4-6 | 5               |
| Ален Засєєв Харківська область        | 125 кг    | Білял Махов (RUS) Перемога 2-2 | Гено Петріашвілі (GEO) Поразка 6-11 | Завершив виступ                   | Завершив виступ                  | Завершив виступ                  | Завершив виступ                     | Завершив виступ |

Греко-римська боротьба
| Спортсмен                            | Категорія | Кваліфікація                          | 1/8 фіналу                            | Чвертьфінал                          | Півфінал                           | Фінал                              | Фінал           |
| Спортсмен                            | Категорія | Суперник Результат                    | Суперник Результат                    | Суперник Результат                   | Суперник Результат                 | Суперник Результат                 | Місце           |
| ------------------------------------ | --------- | ------------------------------------- | ------------------------------------- | ------------------------------------ | ---------------------------------- | ---------------------------------- | --------------- |
| Жан Беленюк Київ                     | 85 кг     | Н/Д                                   | Аммет Мохамед Саад (EGY) Перемога 9-0 | Ніколай Байряков (BUL) Перемога 10-1 | Джавід Гамзатов (BLR) Перемога 6-0 | Давит Чекватадзе (RUS) Поразка 2-9 | 2               |
| Дімітрій Тімченко Харківська область | 98 кг     | Адам Варга (HUN) Поразка 0-3          | Завершив виступ                       | Завершив виступ                      | Завершив виступ                    | Завершив виступ                    | Завершив виступ |
| Олександр Чернецький Київ            | 130 кг    | Абделлафіт Мохамед (EGY) Перемога 8-0 | Якоб Каджайя (GEO) Поразка 1-2        | Завершив виступ                      | Завершив виступ                    | Завершив виступ                    | 16              |

Жінки
Вільна боротьба
| Спортсменка                      | Категорія | Кваліфікація                      | 1/8 фіналу                      | Чвертьфінал         | Втішний поєдинок              | Півфінал            | Фінал               | Фінал            |
| Спортсменка                      | Категорія | Суперниця Результат               | Суперниця Результат             | Суперниця Результат | Суперниця Результат           | Суперниця Результат | Суперниця Результат | Місце            |
| -------------------------------- | --------- | --------------------------------- | ------------------------------- | ------------------- | ----------------------------- | ------------------- | ------------------- | ---------------- |
| Юлія Халваджи Львівська область  | 53 кг     | Гелен Мароуліс (USA) Поразка 1-12 | Н/Д                             | Н/Д                 | Чон Хуечун (CHN) Поразка 1-11 | Завершила виступ    | Завершила виступ    | Завершила виступ |
| Оксана Гергель Львівська область | 58 кг     | Н/Д                               | Юлія Раткевич (AZE) Поразка 5-7 | Завершила виступ    | Завершила виступ              | Завершила виступ    | Завершила виступ    | Завершила виступ |
| Юлія Ткач Львівська область      | 63 кг     | Даніель Лаппаж (CAN) Перемога 2-0 | Руї Ксю (CHN) Поразка 1-3       | Завершила виступ    | Завершила виступ              | Завершила виступ    | Завершила виступ    | Завершила виступ |
| Аліна Махиня Донецька область    | 69 кг     | Досьо Сара (JPN) Поразка 2-10     | Н/Д                             | Н/Д                 | Бусе Тосун (TUR) Поразка 4-7  | Завершила виступ    | Завершила виступ    | Завершила виступ |
| Алла Черкасова Львівська область | 75 кг     | Ясемін Адар (TUR) Поразка 10-12   | Завершила виступ                | Завершила виступ    | Завершила виступ              | Завершила виступ    | Завершила виступ    | Завершила виступ |

## Бокс
Спортсменів — 5
Чоловіки
| Спортсмен                               | Вагова категорія | Раунд 1/32                          | Раунд 1/16         | Чвертьфінал        | Півфінал           | Фінал              | Фінал |
| Спортсмен                               | Вагова категорія | Суперник Результат                  | Суперник Результат | Суперник Результат | Суперник Результат | Суперник Результат | Місце |
| --------------------------------------- | ---------------- | ----------------------------------- | ------------------ | ------------------ | ------------------ | ------------------ | ----- |
| Микола Буценко Вінницька область        | До 56 кг         | Мохамед Хамут (MAR) Поразка 0-2     | Завершив виступ    | Завершив виступ    | Завершив виступ    | Завершив виступ    | 17    |
| Володимир Матвійчук Житомирська область | До 64 кг         | Лоренсо Сотомайор (AZE) Поразка 0-3 | Завершив виступ    | Завершив виступ    | Завершив виступ    | Завершив виступ    | 17    |
| Дмитро Митрофанов Чернігівська область  | До 75 кг         | Крістіан Ассомо (FRA) Поразка 0-3   | Завершив виступ    | Завершив виступ    | Завершив виступ    | Завершив виступ    | 17    |
| Денис Солоненко Вінницька область       | До 81 кг         | Теймур Маммадов (AZE) Поразка 0-3   | Завершив виступ    | Завершив виступ    | Завершив виступ    | Завершив виступ    | 17    |

Жінки
| Спортсменка                  | Вагова категорія | Раунд 1/16                           | Чвертьфінал                    | Півфінал            | Фінал               | Фінал |
| Спортсменка                  | Вагова категорія | Суперниця Результат                  | Суперниця Результат            | Суперниця Результат | Суперниця Результат | Місце |
| ---------------------------- | ---------------- | ------------------------------------ | ------------------------------ | ------------------- | ------------------- | ----- |
| Тетяна Коб Волинська область | До 51 кг         | Станіміра Петрова (BUL) Перемога 2-1 | Нікола Адамс (GBR) Поразка 0-3 | Завершила виступ    | Завершила виступ    | 5     |

## Важка атлетика
Спортсменів — 8
Чоловіки
| Спортсмен                               | Категорія    | Ривок | Ривок | Ривок | Поштовх | Поштовх | Поштовх | Всього | Місце |
| Спортсмен                               | Категорія    | 1     | 2     | 3     | 1       | 2       | 3       | Всього | Місце |
| --------------------------------------- | ------------ | ----- | ----- | ----- | ------- | ------- | ------- | ------ | ----- |
| Олександр Пєлєшенко Хмельницька область | до 85 кг     | 170✓  | 173✓  | 175✓  | 210✗    | 210✓    | 212✗    | 385    | 5     |
| Дмитро Чумак Херсонська область         | до 94 кг     | 174✗  | 174✓  | 177✗  | 213✗    | 213✓    | 220✗    | 387    | 6     |
| Володимир Гоза Львівська область        | до 94 кг     | 165✓  | 170✓  | 174✗  | 195✓    | 200✓    | 205✓    | 375    | 9     |
| Ігор Шимечко Львівська область          | понад 105 кг | 170✓  | 175✗  | 175✗  | 190✓    | 195✓    | 200✗    | 365    | 19    |

Жінки
| Спортсменка                               | Категорія   | Ривок | Ривок | Ривок | Поштовх | Поштовх | Поштовх | Всього | Місце |
| Спортсменка                               | Категорія   | 1     | 2     | 3     | 1       | 2       | 3       | Всього | Місце |
| ----------------------------------------- | ----------- | ----- | ----- | ----- | ------- | ------- | ------- | ------ | ----- |
| Юлія Паратова Одеська область             | до 48 кг    | 84✓   | 86✗   | 86✗   | 95✗     | 95✓     | 98✗     | 179    | 8     |
| Вероніка Івасюк Івано-Франківська область | до 58 кг    | 87✗   | 87✓   | 90✓   | 98✓     | 103✓    | 107✗    | 193    | 13    |
| Ірина Деха Харківська область             | до 75 кг    | 111✓  | 114✓  | 116✗  | 133✓    | 138✗    | 141✗    | 247    | 5     |
| Анастасія Лисенко Одеська область         | понад 75 кг | 117✗  | 117✗  | 117✓  | 146✗    | 146✓    | 156✗    | 263    | 10    |

## Велоспорт
Спортсменів — 7

### Шосе
Чоловіки
| Спортсмен                          | Дисципліна      | Час          | Місце        |
| ---------------------------------- | --------------- | ------------ | ------------ |
| Андрій Грівко Миколаївська область | Групова гонка   | 6:23:23      | 41           |
| Андрій Хрипта Київ                 | Групова гонка   | Не фінішував | Не фінішував |
| Денис Костюк Київ                  | Групова гонка   | Не фінішував | Не фінішував |
| Андрій Грівко Миколаївська область | Роздільна гонка | 1:16:33.24   | 18           |

Жінки
| Спортсменка                     | Дисципліна      | Час      | Місце |
| ------------------------------- | --------------- | -------- | ----- |
| Ганна Соловей Луганська область | Групова гонка   | 4:01:02  | 36    |
| Ганна Соловей Луганська область | Роздільна гонка | 48:03.35 | 20    |

### Трек
| Спортсмен                      | Дисципліна | Перший раунд | Втішний заїзд | Другий раунд | Фінал    |
| Спортсмен                      | Дисципліна | Місце        | Місце         | Місце        | Місце    |
| ------------------------------ | ---------- | ------------ | ------------- | ------------ | -------- |
| Любов Басова Луганська область | Кейрін     | 7            | 11.647 1 Q    | 11.176 3 Q   | 11.379 5 |

### Маунтенбайк
| Спортсмен                       | Дисципліна         | Час     | Місце |
| ------------------------------- | ------------------ | ------- | ----- |
| Яна Беломоіна Волинська область | Крос-кантрі, жінки | 1:33:28 | 9     |
| Ірина Попова Харківська область | Крос-кантрі, жінки | 1:41:29 | 30    |

## Веслування на байдарках і каное
Спортсменів — 9

### Слалом
| Спортсмен        | Дисципліна | Попередні заїзди | Попередні заїзди | Попередні заїзди | Попередні заїзди | Попередні заїзди | Попередні заїзди | Півфінал | Півфінал | Фінал            | Фінал            |
| Спортсмен        | Дисципліна | Заїзд 1          | Штраф            | Заїзд 2          | Штраф            | Кращий           | Місце            | Час      | Місце    | Час              | Місце            |
| ---------------- | ---------- | ---------------- | ---------------- | ---------------- | ---------------- | ---------------- | ---------------- | -------- | -------- | ---------------- | ---------------- |
| Вікторія Ус Київ | Жінки Б-1  | 109.77           | 0                | 109.92           | 2                | 109.77           | 15 Q             | 111.12   | 12       | Завершила виступ | Завершила виступ |

### Спринт
| Юрій Чебан Одеська область | Чоловіки К-1 200 м  | 41.220   | 3 Q | 40.590   | 3 Q | 39.279           | 1                |                  |                  |                  |
| Павло Алтухов Полтавська область                                                                                                | Чоловіки К-1 1000 м | 4:19.361 | 4 Q | 3:58.574 | 2 Q | 4:02.587         | 5                |                  |                  |                  |
| Тарас Міщук Львівська область Дмитро Янчук Полтавська область                                                                   | Чоловіки К-2 1000 м | 3:35.284 | 2 Q | 3:38.384 | 1 Q | 3:45.99          | 3                |                  |                  |                  |
| Марія Повх Волинська область | Жінки Б-1 500м      | 1.54.247 | 3 Q | 2.00.714 | 6   | Завершила виступ | Завершила виступ | Завершила виступ | Завершила виступ | Завершила виступ |
| Анастасія Тодорова Одеська областьІнна Грищун Хмельницька область                                                               | Жінки Б-2 500м      | 1.43.967 | 3 Q | 1.43.363 | 2 Q | 1:45.868         | 4                |                  |                  |                  |
| Світлана Ахадова Вінницька областьМарія Повх Волинська областьАнастасія Тодорова Одеська областьІнна Грищун Хмельницька область | Жінки Б-4 500м      | 1:31.727 | 2 Q | 1:35.512 | 2 Q | 1:16.925         | 4                |                  |                  |                  |

## Вітрильний спорт
Спортсменів — 3
Чоловіки
| Спортсмен                                         | Дисципліна | Заїзд | Заїзд | Заїзд | Заїзд | Заїзд | Заїзд | Заїзд | Заїзд | Заїзд | Заїзд | Заїзд | Заїзд | Заїзд | Очки | Остаточне місце |
| Спортсмен                                         | Дисципліна | 1     | 2     | 3     | 4     | 5     | 6     | 7     | 8     | 9     | 10    | 11    | 12    | M*    | Очки | Остаточне місце |
| ------------------------------------------------- | ---------- | ----- | ----- | ----- | ----- | ----- | ----- | ----- | ----- | ----- | ----- | ----- | ----- | ----- | ---- | --------------- |
| Олександр Тугарєв Тернопільська область           | RS: X      | 22    | 31    | 27    | 11    | DNF   | 12    | 13    | 16    | 30    | 20    | 30    | 13    | —     | 225  | 23              |
| Борис Швець КиївПавло Мацуєв Миколаївська область | 470        | 16    | 13    | 21    | 24    | 25    | 17    | 25    | 24    | 25    | 19    | Н/Д   | Н/Д   | —     | 184  | 25              |

## Гімнастика

### Спортивна гімнастика
Спортсменів — 6
| Спортсмен                          | Змагання           | Кваліфікація                      | Кваліфікація                      | Кваліфікація                      | Кваліфікація                      | Кваліфікація                      | Кваліфікація                      | Кваліфікація                      | Кваліфікація                      | Фінал         | Фінал  | Фінал  | Фінал           | Фінал            | Фінал       | Фінал   | Фінал |
| Спортсмен                          | Змагання           | Вільні вправи                     | Кінь                              | Кільця                            | Опорний стрибок                   | Паралельні бруси                  | Перекладина                       | Загалом                           | Місце                             | Вільні вправи | Кінь   | Кільця | Опорний стрибок | Паралельні бруси | Перекладина | Загалом | Місце |
| ---------------------------------- | ------------------ | --------------------------------- | --------------------------------- | --------------------------------- | --------------------------------- | --------------------------------- | --------------------------------- | --------------------------------- | --------------------------------- | ------------- | ------ | ------ | --------------- | ---------------- | ----------- | ------- | ----- |
| Олег Верняєв Київ                  | Командна першість  | 14.833                            | 15.566 Q                          | 15.200                            | 15.066 Q                          | 16.166 Q                          | 15.133 Q                          | 91.964                            | 1 Q                               | Н/Д           | 15.633 | Н/Д    | Н/Д             | 15.900           | Н/Д         | Н/Д     | Н/Д   |
| Владислав Грико Харківська область | Командна першість  | 13.666                            | 13.766                            | 13.700                            | Н/Д                               | 14.500                            | 13.666                            | Н/Д                               | Н/Д                               | 13.166        | 12.666 | 13.866 | 14.241          | 14.666           | 13.700      | Н/Д     | Н/Д   |
| Максим Семянків Луганська область  | Командна першість  | 14.200                            | 13.700                            | 13.666                            | 13.633                            | 13.300                            | 14.566                            | 83.065                            | 39                                | DNS           | Н/Д    | DNS    | Н/Д             | DNS              | DNS         | Н/Д     | Н/Д   |
| Андрій Сєнічкін Київ               | Командна першість  | Н/Д                               | 14.533                            | Н/Д                               | 14.400                            | 12.766                            | Н/Д                               | Н/Д                               | Н/Д                               | Н/Д           | 15.333 | Н/Д    | 14.441          | Н/Д              | Н/Д         | Н/Д     | Н/Д   |
| Ігор Радівілов Київ                | Командна першість  | 13.666                            | Н/Д                               | 15.308 Q                          | 15.433 Q                          | Н/Д                               | 13.500                            | Н/Д                               | Н/Д                               | 14.600        | Н/Д    | 15.433 | 15.333          | Н/Д              | 13.300      | Н/Д     | Н/Д   |
| Загалом                            | Командна першість  | 42.699                            | 43.865                            | 44.208                            | 44.849                            | 43.966                            | 43.365                            | 263.002                           | 7 Q                               | 27.766        | 43.632 | 29.299 | 44.015          | 30.366           | 27.000      | 202.078 | 8     |
| Олег Верняєв Київ                  | Абсолютна першість | Результати кваліфікації див. вище | Результати кваліфікації див. вище | Результати кваліфікації див. вище | Результати кваліфікації див. вище | Результати кваліфікації див. вище | Результати кваліфікації див. вище | Результати кваліфікації див. вище | Результати кваліфікації див. вище | 15.033        | 15.533 | 15.300 | 15.500          | 16.100           | 14.800      | 92.266  | 2     |
| Олег Верняєв Київ                  | Кінь               | Результати кваліфікації див. вище | Результати кваліфікації див. вище | Результати кваліфікації див. вище | Результати кваліфікації див. вище | Результати кваліфікації див. вище | Результати кваліфікації див. вище | Результати кваліфікації див. вище | Результати кваліфікації див. вище | Н/Д           | 12.400 | Н/Д    | Н/Д             | Н/Д              | Н/Д         | 12.400  | 8     |
| Олег Верняєв Київ                  | Опорний стрибок    | Результати кваліфікації див. вище | Результати кваліфікації див. вище | Результати кваліфікації див. вище | Результати кваліфікації див. вище | Результати кваліфікації див. вище | Результати кваліфікації див. вище | Результати кваліфікації див. вище | Результати кваліфікації див. вище | Н/Д           | Н/Д    | Н/Д    | 15.316          | Н/Д              | Н/Д         | 15.316  | 5     |
| Олег Верняєв Київ                  | Паралельні бруси   | Результати кваліфікації див. вище | Результати кваліфікації див. вище | Результати кваліфікації див. вище | Результати кваліфікації див. вище | Результати кваліфікації див. вище | Результати кваліфікації див. вище | Результати кваліфікації див. вище | Результати кваліфікації див. вище | Н/Д           | Н/Д    | Н/Д    | Н/Д             | 16.041           | Н/Д         | 16.041  | 1     |
| Олег Верняєв Київ                  | Перекладина        | Результати кваліфікації див. вище | Результати кваліфікації див. вище | Результати кваліфікації див. вище | Результати кваліфікації див. вище | Результати кваліфікації див. вище | Результати кваліфікації див. вище | Результати кваліфікації див. вище | Результати кваліфікації див. вище | Н/Д           | Н/Д    | Н/Д    | Н/Д             | Н/Д              | 13.366      | 13.366  | 8     |
| Ігор Радівілов Київ                | Опорний стрибок    | Результати кваліфікації див. вище | Результати кваліфікації див. вище | Результати кваліфікації див. вище | Результати кваліфікації див. вище | Результати кваліфікації див. вище | Результати кваліфікації див. вище | Результати кваліфікації див. вище | Результати кваліфікації див. вище | Н/Д           | Н/Д    | Н/Д    | 15.033          | Н/Д              | Н/Д         | 15.033  | 8     |
| Ігор Радівілов Київ                | Кільця             | Результати кваліфікації див. вище | Результати кваліфікації див. вище | Результати кваліфікації див. вище | Результати кваліфікації див. вище | Результати кваліфікації див. вище | Результати кваліфікації див. вище | Результати кваліфікації див. вище | Результати кваліфікації див. вище | Н/Д           | Н/Д    | 15.466 | Н/Д             | Н/Д              | Н/Д         | 15.466  | 5     |

| Спортсмен           | Змагання           | Півфінал      | Півфінал | Півфінал          | Півфінал        | Півфінал | Півфінал | Фінал            | Фінал            | Фінал             | Фінал            | Фінал            | Фінал            |
| Спортсмен           | Змагання           | Вільні вправи | Колода   | Різновисокі бруси | Опорний стрибок | Загалом  | Місце    | Вільні вправи    | Колода           | Різновисокі бруси | Опорний стрибок  | Загалом          | Місце            |
| ------------------- | ------------------ | ------------- | -------- | ----------------- | --------------- | -------- | -------- | ---------------- | ---------------- | ----------------- | ---------------- | ---------------- | ---------------- |
| Ангеліна Кисла Київ | Абсолютна першість | Н/Д           | 12.533   | 12.666            | 13.066          | Н/Д      | Н/Д      | Завершила виступ | Завершила виступ | Завершила виступ  | Завершила виступ | Завершила виступ | Завершила виступ |

### Художня гімнастика
Спортсменів — 6
Індивідуальні змагання
| Спортсменка            | Півфінал | Півфінал | Півфінал | Півфінал | Півфінал | Півфінал | Фінал  | Фінал  | Фінал  | Фінал   | Сума очок | Місце |
| Спортсменка            | М'яч     | Обруч    | Булави   | Стрічка  | Сума     | Місце    | М'яч   | Обруч  | Булави | Стрічка | Сума очок | Місце |
| ---------------------- | -------- | -------- | -------- | -------- | -------- | -------- | ------ | ------ | ------ | ------- | --------- | ----- |
| Різатдінова Ганна Київ | 18.400   | 18.566   | 18.466   | 18.500   | 73.932   | 3 Q      | 18.200 | 18.450 | 18.450 | 14.483  | 73.583    | 3     |

Командні змагання
| Склад                                                                                                | Півфінал  | Півфінал  | Півфінал         | Півфінал         | Півфінал | Півфінал | Фінал     | Фінал     | Фінал            | Фінал            | Сума очок | Місце |
| Склад                                                                                                | 5 стрічок | 5 стрічок | 6 булав 2 обручі | 6 булав 2 обручі | Сума     | Місце    | 5 стрічок | 5 стрічок | 6 булав 2 обручі | 6 булав 2 обручі | Сума очок | Місце |
| Склад                                                                                                | Очки      | Місце     | Очки             | Місце            | Сума     | Місце    | Очки      | Місце     | Очки             | Місце            | Сума очок | Місце |
| --- | --------- | --------- | ---------------- | ---------------- | -------- | -------- | --------- | --------- | ---------------- | ---------------- | --------- | ----- |
| Олена Дмитраш КиївГомон Євгенія КиївОлександра Грідасова КиївВалерія Гудим КиївАнастасія Возняк Київ | 16.950    | 8         | 16.866           | 8                | 33.816   | 8 Q      | 16.866    | 7         | 17.416           | 7                | 34.282    | 7     |

### Стрибки на батуті
Спортсменів — 1
| Спортсмен                           | Дисципліна | Кваліфікація | Кваліфікація | Кваліфікація | Кваліфікація | Кваліфікація | Кваліфікація | Фінал            | Фінал            |
| Спортсмен                           | Дисципліна | Перша вправа | Перша вправа | Друга вправа | Друга вправа | Всього       | Всього       | Фінал            | Фінал            |
| Спортсмен                           | Дисципліна | Рахунок      | Місце        | Рахунок      | Місце        | Рахунок      | Місце        | Рахунок          | Місце            |
| ----------------------------------- | ---------- | ------------ | ------------ | ------------ | ------------ | ------------ | ------------ | ---------------- | ---------------- |
| Наталія Москвіна Харківська область | Жінки      | 46.030       | 12           | 17.300       | 16           | 63.330       | 16           | Завершила виступ | Завершила виступ |

## Дзюдо
Спортсменів — 7
Чоловіки
| Спортсмен                       | Категорія | Раунд 1/64                           | Раунд 1/32                           | Раунд 1/16                              | Чвертьфінал                             | Втішний поєдинок   | Півфінал                             | Фінал/3 місце                       | Фінал/3 місце |
| Спортсмен                       | Категорія | Суперник Результат                   | Суперник Результат                   | Суперник Результат                      | Суперник Результат                      | Суперник Результат | Суперник Результат                   | Суперник Результат                  | Місце         |
| ------------------------------- | --------- | ------------------------------------ | ------------------------------------ | --------------------------------------- | --------------------------------------- | ------------------ | ------------------------------------ | ----------------------------------- | ------------- |
| Георгій Зантарая Київ           | -66 кг    | Н/Д                                  | Сержіу Оленік (POR) Поразка 000-001  | Завершив виступ                         | Завершив виступ                         | Завершив виступ    | Завершив виступ                      | Завершив виступ                     | 33            |
| Кеджау Ньябалі Київ             | -90 кг    | Н/Д                                  | Аслей Гонсалес (CUB) Поразка 000-101 | Завершив виступ                         | Завершив виступ                         | Завершив виступ    | Завершив виступ                      | Завершив виступ                     | 33            |
| Артем Блошенко Донецька область | -100 кг   | Соїб Курбонов (UZB) Перемога 100-000 | Шах Хусейн (PAK) Перемога 100-000    | Чхо Гу Хам (KOR) Перемога 100-000       | Карл-Річард Фрей (GER) Перемога 011-000 | Н/Д                | Ельмар Гасимов (AZE) Поразка 000-100 | Рюносуке Хага (JPN) Поразка 000-100 | 5             |
| Яків Хаммо Київ                 | +100 кг   | Н/Д                                  | Рашід Сідібе (BUR) Перемога 100-000  | Юрій Краковецький (KGZ) Поразка 000-111 | Завершив виступ                         | Завершив виступ    | Завершив виступ                      | Завершив виступ                     | 17            |

Жінки
| Спортсменка                       | Категорія | Раунд 1/64          | Раунд 1/32                         | Раунд 1/16                             | Чвертьфінал         | Півфінал            | Втішний поєдинок    | Фінал               | Фінал |
| Спортсменка                       | Категорія | Суперниця Результат | Суперниця Результат                | Суперниця Результат                    | Суперниця Результат | Суперниця Результат | Суперниця Результат | Суперниця Результат | Місце |
| --------------------------------- | --------- | ------------------- | ---------------------------------- | -------------------------------------- | ------------------- | ------------------- | ------------------- | ------------------- | ----- |
| Марина Черняк Запорізька область  | -48 кг    | Н/Д                 | Шіра Рішоні (ISR) Перемога 100-000 | Черновіцкі Ева (HUN) Поразка 000-003   | Завершила виступ    | Завершила виступ    | Завершила виступ    | Завершила виступ    | 17    |
| Вікторія Туркс Донецька область   | -78 кг    | Н/Д                 | Н/Д                                | Анамарі Веленшек (SLO) Поразка 001-000 | Завершила виступ    | Завершила виступ    | Завершила виступ    | Завершила виступ    | 17    |
| Світлана Ярьомка Київська область | +78 кг    | Н/Д                 | Н/Д                                | Тессі Савелкоулс (NED) Поразка 000-101 | Завершила виступ    | Завершила виступ    | Завершила виступ    | Завершила виступ    | 17    |

## Кінний спорт
Спортсменів — 5
Виїздка
| Спортсмен                         | Кінь          | Дисципліна            | Grand Prix | Grand Prix | Grand Prix Special | Grand Prix Special | Grand Prix Freestyle | Grand Prix Freestyle | Загалом          | Загалом          |
| Спортсмен                         | Кінь          | Дисципліна            | Оцінка     | Місце      | Оцінка             | Місце              | Оцінка               | Місце                | Оцінка           | Місце            |
| --------------------------------- | ------------- | --------------------- | ---------- | ---------- | ------------------ | ------------------ | -------------------- | -------------------- | ---------------- | ---------------- |
| Інна Логутенкова Київська область | Don Gregorius | Індивідуальна виїздка | 68.943     | 41         | Завершила виступ   | Завершила виступ   | Завершила виступ     | Завершила виступ     | Завершила виступ | Завершила виступ |

Конкур
| Спортсмен                                                                                            | Кінь                 | Дисципліна            | Кваліфікація | Кваліфікація | Кваліфікація | Кваліфікація | Кваліфікація | Кваліфікація     | Кваліфікація     | Кваліфікація     | Фінал           | Фінал           | Фінал           | Фінал           | Фінал           | Всього          | Всього          |
| Спортсмен                                                                                            | Кінь                 | Дисципліна            | Раунд 1      | Раунд 1      | Раунд 2      | Раунд 2      | Раунд 2      | Раунд 3          | Раунд 3          | Раунд 3          | Фінал A         | Фінал A         | Фінал B         | Фінал B         | Фінал B         | Всього          | Всього          |
| Спортсмен                                                                                            | Кінь                 | Дисципліна            | Штрафні      | Місце        | Штрафні      | Всього       | Місце        | Штрафні          | Всього           | Місце            | Штрафні         | Місце           | Штрафні         | Всього          | Місце           | Штрафні         | Місце           |
| --- | -------------------- | --------------------- | ------------ | ------------ | ------------ | ------------ | ------------ | ---------------- | ---------------- | ---------------- | --------------- | --------------- | --------------- | --------------- | --------------- | --------------- | --------------- |
| Ульріх Кирхофф Київська область                                                                      | Prince de la Mare    | Індивідуальний конкур | 4            | =27 Q        | 4            | 8            | =30 Q        | 17               | 25               | 43               | Завершив виступ | Завершив виступ | Завершив виступ | Завершив виступ | Завершив виступ | Завершив виступ | Завершив виступ |
| Кассіо Ріветті Київська область                                                                      | Fine Fleur du Marais | Індивідуальний конкур | 47 #         | =68 TO       | DSQ          | DSQ          | DSQ          | Завершив виступ  | Завершив виступ  | Завершив виступ  | Завершив виступ | Завершив виступ | Завершив виступ | Завершив виступ | Завершив виступ | Завершив виступ | Завершив виступ |
| Рене Теббель Київ                                                                                    | Zipper               | Індивідуальний конкур | 0            | =1 Q         | 1            | 1            | =12 Q        | 2                | 3                | 6 Q              | 1               | 14              | 5               | 6               | 18              | 6               | 19              |
| Ференц Центірмай Київ                                                                                | Chadino              | Індивідуальний конкур | 47           | =68 TO       | 9            | TO           | TO           | Завершив виступ  | Завершив виступ  | Завершив виступ  | Завершив виступ | Завершив виступ | Завершив виступ | Завершив виступ | Завершив виступ | Завершив виступ | Завершив виступ |
| Ульріх Кирхофф Київська областьКассіо Ріветті Київська областьРене Теббель КиївФеренц Центірмай Київ | Див. вище            | Командний конкур      | 51           | 15           | 14           | Н/Д          | =13          | Завершили виступ | Завершили виступ | Завершили виступ | Н/Д             | Н/Д             | Н/Д             | Н/Д             | Н/Д             | 14              | =13             |

## Легка атлетика
Спортсменів — 65
Україна здобула 67 олімпійських ліцензій у легкій атлетиці. Проте без жодних роз'яснень з боку офіційних осіб Федерації легкої атлетики України та Міністерства молодіжної політики та спорту до олімпійської збірної України:uanews не було включено цілу низку провідних спортсменів: віце-чемпіонка з багатоборства Анастасія Мохнюк (семиборство), призерка чемпіонатів світу та Європи зі спортивної ходьби на 20 км Людмила Оляновська, чемпіонка Європи в бігу на 400м Наталія Пигида, стрибунка у довжину Христина Гришутіна, спринтерка  Вікторія Кащеєва (біг 100 м, 200 м, естафета 4 по 100м). Усі ці спортсмени першими виконали олімпійські нормативи та мали кращі результати за включених до збірної. 2 квоти — у семиборстві та метанні спису — не було використано. Інші передані різним спортсменам, що виконали норматив пізніше та мали гірші результати. Окрім того, ще один спортсмен потенційно найстарший український олімпієць 50-річний Олександр Дриголь, що виконав олімпійський норматив у метанні молоту, не був включений до складу збірної на Чемпіонат Європи в Амстердамі, вирішив виступати там та на Олімпійських іграх у складі збірної Ізраїлю. Низка кримських легкоатлетів, зокрема, списометальниця чемпіонка Європи та лідер світового рейтингу Віра Ребрик та молотобоєць, фіналіст ХХХ літніх Олімпійських ігор у Лондоні (4 місце), майстер спорту міжнародного класу Олексій Сокирський, після відмови федерації вирішення їх проблем щодо житлових умов на континентальній Україні, здобули олімпійські ліцензії, виступаючи під російським прапором. Жодних спроб щодо повернення цих представників дефіцитних видів до української збірної після дискваліфікації російських легкоатлетів, зроблено не було.
Згодом голова федерації легкої атлетики та 1-й заступник міністра спорту Ігор Гоцул пояснив в ефірі Радіо "Вісті" позицію очолюваних ним відомств, що Анастасія Мохнюк та Людмила Оляновська — знаходяться під підозрою у вживанні допінгу, в той же час Міжнародна асоціація легкоатлетичних федерацій (ІААФ), їх допустило без жодних пересторог до Ігор.
Чоловіків — 18
Трекові і шосейні дисципліни
| Спортсмен                              | Дисципліна      | Чвертьфінал | Чвертьфінал | Півфінали       | Півфінали       | Фінал           | Місце           |
| Спортсмен                              | Дисципліна      | Результат   | Місце       | Результат       | Місце           | Результат       | Місце           |
| -------------------------------------- | --------------- | ----------- | ----------- | --------------- | --------------- | --------------- | --------------- |
| Сергій Смелик Київ                     | 200 м           | 20.66       | 4           | Завершив виступ | Завершив виступ | Завершив виступ | Завершив виступ |
| Ігор Бодров Харківська область         | 200 м           | 20.86       | 7           | Завершив виступ | Завершив виступ | Завершив виступ | Завершив виступ |
| Віталій Бутрим Сумська область         | 400 м           | 45.92       | 4           | Завершив виступ | Завершив виступ | Завершив виступ | Завершив виступ |
| Руслан Дмитренко Донецька область      | Ходьба на 20 км | —           | —           | —               | —               | 1:12:40         | 16              |
| Назар Коваленко Київська область       | Ходьба на 20 км | —           | —           | —               | —               | 1:24:40         | 40              |
| Ігор Главан Київська область           | Ходьба на 20 км | —           | —           | —               | —               | 1:23:32         | 35              |
| Ігор Главан Київська область           | Ходьба на 50 км | —           | —           | —               | —               | Не фінішував    | Не фінішував    |
| Іван Банзерук Волинська область        | Ходьба на 50 км | —           | —           | —               | —               | 4:11:51         | 39              |
| Сергій Будза Київська область          | Ходьба на 50 км | —           | —           | —               | —               | 3:53:22         | 18              |
| Ігор Олефіренко Київська область       | Марафон         | —           | —           | —               | —               | 2:15:36         | 30              |
| Олександр Сітковський Донецька область | Марафон         | —           | —           | —               | —               | 2:14:24         | 20              |
| Ігор Русс Київ                         | Марафон         | —           | —           | —               | —               | 2:18:19         | 48              |

Технічні дисципліни
| Спортсмен                                  | Дисципліна       | Півфінал           | Півфінал | Фінал              | Місце           |
| Спортсмен                                  | Дисципліна       | Результат в метрах | Місце    | Результат в метрах | Місце           |
| ------------------------------------------ | ---------------- | ------------------ | -------- | ------------------ | --------------- |
| Дмитро Косинський Київська область         | Метання списа    | 83.23              | 8 Q      | 83.95              | 5               |
| Євген Виноградов Київська область          | Метання молота   | 73.95              | 11 q     | 74.11              | 11              |
| Олексій Семенов Донецька область           | Метання диска    | 55.35              | 32       | Завершив виступ    | Завершив виступ |
| Микита Нестеренко Дніпропетровська область | Метання диска    | 60.31              | 23       | Завершив виступ    | Завершив виступ |
| Богдан Бондаренко Харківська область       | Стрибки у висоту | 2.29               | =1 Q     | 2.33               | 3               |
| Андрій Проценко Херсонська область         | Стрибки у висоту | 2.29               | =7 Q     | 2.33               | =4              |
| Дмитро Яковенко Кіровоградська область     | Стрибки у висоту | 2.26               | 20       | Завершив виступ    | Завершив виступ |

Багатоборство — Десятиборство
| Спортсмен                           | Змагання  | 100 м | Стрибок у довжину | Штовхання ядра | Стрибок у висоту | 400 м | 110 м з бар'єрами | Метання диска  | Стрибок із жердиною | Метання спису | 1500 м | Сума очок    | Місце        |
| ----------------------------------- | --------- | ----- | ----------------- | -------------- | ---------------- | ----- | ----------------- | -------------- | ------------------- | ------------- | ------ | ------------ | ------------ |
| Олексій Касьянов Запорізька область | Результат | 10.78 | 7.54              | 14.50          | 2.01             | 48.56 | 14.34             | Без результату | —                   | —             | —      | Не фінішував | Не фінішував |
| Олексій Касьянов Запорізька область | Очки      | 910   | 945               | 759            | 813              | 882   | 931               | 0              | —                   | —             | —      | Не фінішував | Не фінішував |

Жінки — 46
Трекові і шосейні дисципліни
| Спортсмен | Дисципліна           | Чвертьфінал | Чвертьфінал | Півфінали        | Півфінали        | Фінал            | Місце            |
| Спортсмен | Дисципліна           | Результат   | Місце       | Результат        | Місце            | Результат        | Місце            |
| --- | -------------------- | ----------- | ----------- | ---------------- | ---------------- | ---------------- | ---------------- |
| Олеся Повх Запорізька область | 100 м                | 11.39       | 3 q         | 11.29            | 8                | Завершила виступ | Завершила виступ |
| Христина Стуй Київ | 100 м                | 11.57       | 41          | Завершила виступ | Завершила виступ | Завершила виступ | Завершила виступ |
| Наталія Погребняк Харківська область | 100 м                | 11.30       | 3 q         | 11.32            | 7                | Завершила виступ | Завершила виступ |
| Наталія Погребняк Харківська область | 200 м                | 22.64       | 2 Q         | 22.81            | 5                | Завершила виступ | Завершила виступ |
| Єлизавета Бризгіна Луганська область | 200 м                | 23.28       | 5           | Завершила виступ | Завершила виступ | Завершила виступ | Завершила виступ |
| Наталія Строгова Луганська область | 200 м                | 23.69       | 7           | Завершила виступ | Завершила виступ | Завершила виступ | Завершила виступ |
| Ольга Бібік Київ | 400 м                | 52.33       | 29          | Завершила виступ | Завершила виступ | Завершила виступ | Завершила виступ |
| Юлія Олішевська Житомирська область | 400 м                | 52.45       | 34          | Завершила виступ | Завершила виступ | Завершила виступ | Завершила виступ |
| Ольга Земляк Київ | 400 м                | 51.40       | 2 Q         | 50.75            | 3 q ПР           | 51.24            | 7                |
| Наталія Лупу Чернігівська область | 800 м                | 1.59:91     | 2 Q         | 2.02:10          | 8                | Завершила виступ | Завершила виступ |
| Ольга Ляхова Полтавська область | 800 м                | 2.03:02     | 6           | Завершила виступ | Завершила виступ | Завершила виступ | Завершила виступ |
| Наталія Прищепа Рівненська область | 800 м                | 1.59:80     | 3 q         | 1.59:95          | 4                | Завершила виступ | Завершила виступ |
| Оксана Шкурат Сумська область | 100 м з бар'єрами    | 13.22       | 7           | Завершила виступ | Завершила виступ | Завершила виступ | Завершила виступ |
| Ганна Плотіцина Київська область | 100 м з бар'єрами    | 13.12       | 7           | Завершила виступ | Завершила виступ | Завершила виступ | Завершила виступ |
| Олена Яновська Вінницька область | 100 м з бар'єрами    | 13.32       | 7           | Завершила виступ | Завершила виступ | Завершила виступ | Завершила виступ |
| Анна Тітімець Дніпропетровська область | 400 м з бар'єрами    | 56.24       | 3 Q         | 55.27            | 4                | Завершила виступ | Завершила виступ |
| Вікторія Ткачук Донецька область | 400 м з бар'єрами    | 56.14       | 2 Q         | 56.87            | 8                | Завершила виступ | Завершила виступ |
| Олена Колесніченко Рівненська область | 400 м з бар'єрами    | 56.61       | 3 Q         | 56.77            | 8                | Завершила виступ | Завершила виступ |
| Марія Шаталова Житомирська область | 3000 м з перешкодами | 9:30.89     | 16          | Завершила виступ | Завершила виступ | Завершила виступ | Завершила виступ |
| Надія Боровська Волинська область | Ходьба на 20 км      | —           | —           | —                | —                | 1:33.01          | 19               |
| Інна Кашина Сумська область | Ходьба на 20 км      | —           | —           | —                | —                | 1:33.15          | 21               |
| Валентина Мирончук Волинська область | Ходьба на 20 км      | —           | —           | —                | —                | 1:38.20          | 46               |
| Ольга Котовська Рівненська область | Марафон              | —           | —           | —                | —                | 2:34.57          | 33               |
| Світлана Станко Рівненська область | Марафон              | —           | —           | —                | —                | 2:44.26          | 66               |
| Наталія Легонькова Хмельницька область | Марафон              | —           | —           | —                | —                | 2:46.08          | 87               |
| Наталія Погребняк Харківська область Олеся Повх Запорізька область Христина Стуй Київ Єлизавета Бризгіна Луганська область Наталія Строгова Луганська область Марія Рємєнь Запорізька область | Естафета 4 × 100 м   | —           | —           | 42.49            | 3 Q              | 41.36            | 6                |
| Ольга Бібік Київ Ольга Ляхова Полтавська область Юлія Олішевська Житомирська область Ольга Земляк Київ Тетяна Мельник Київ Аліна Логвиненко Донецька область                                  | Естафета 4 × 400 м   | —           | —           | 3:24.54          | 2 Q              | 3:26.64          | 5                |

Технічні дисципліни
| Спортсмен                                | Дисципліна         | Півфінал           | Півфінал | Фінал              | Місце            |
| Спортсмен                                | Дисципліна         | Результат у метрах | Місце    | Результат у метрах | Місце            |
| ---------------------------------------- | ------------------ | ------------------ | -------- | ------------------ | ---------------- |
| Катерина Дерун Київська область          | Метання списа      | 60.02              | 17       | Завершила виступ   | Завершила виступ |
| Ганна Гацько-Федусова Запорізька область | Метання списа      | 58.90              | 19       | Завершила виступ   | Завершила виступ |
| Наталія Семенова Донецька область        | Метання диска      | 58.41              | 15       | Завершила виступ   | Завершила виступ |
| Ірина Климець Волинська область          | Метання молота     | 62.75              | 28       | Завершила виступ   | Завершила виступ |
| Ірина Новожилова Херсонська область      | Метання молота     | 66.70              | 22       | Завершила виступ   | Завершила виступ |
| Наталія Золотухіна Черкаська область     | Метання молота     | 56.96              | 31       | Завершила виступ   | Завершила виступ |
| Галина Облещук Івано-Франківська область | Штовхання ядра     | 15.81              | 34       | Завершила виступ   | Завершила виступ |
| Ольга Голодна Київська область           | Штовхання ядра     | 16.83              | 27       | Завершила виступ   | Завершила виступ |
| Ольга Саладуха Донецька область          | Потрійний стрибок  | 13.97              | 18       | Завершила виступ   | Завершила виступ |
| Руслана Цихоцька Чернівецька область     | Потрійний стрибок  | 13.63              | 26       | Завершила виступ   | Завершила виступ |
| Оксана Окунєва Миколаївська область      | Стрибки у висоту   | 1.89               | 22       | Завершила виступ   | Завершила виступ |
| Юлія Левченко Київ                       | Стрибки у висоту   | 1.92               | 19       | Завершила виступ   | Завершила виступ |
| Ірина Геращенко Київ                     | Стрибки у висоту   | 1.94               | 13 Q     | 1.93               | 10               |
| Марина Килипко Харківська область        | Стрибки з жердиною | 4.55               | 14       | Завершила виступ   | Завершила виступ |
| Марина Бех Хмельницька область           | Стрибки у довжину  | 6.55               | 10 q     | Без результату     | —                |
| Анна Корнута Харківська область          | Стрибки у довжину  | 6.37               | 19       | Завершила виступ   | Завершила виступ |
| Анна Єрмакова-Луньова Харківська область | Стрибки у довжину  | 6.15               | 31       | Завершила виступ   | Завершила виступ |

Комбіновані дисципліни — Семиборство
| Атлет                              | Дисципліна | 100б  | СуВ  | ШтЯ   | 200 м | СуД  | МСп   | 800 м         | Сума очок | Місце |
| ---------------------------------- | ---------- | ----- | ---- | ----- | ----- | ---- | ----- | ------------- | --------- | ----- |
| Ганна Касьянова Запорізька область | Результат  | 13.66 | 1.77 | 13.25 | 24.60 | 5.88 | 38.10 | 2.16:58       | 5951      | 25    |
| Ганна Касьянова Запорізька область | Очки       | 1027  | 941  | 744   | 924   | 813  | 631   | 871           | 5951      | 25    |
| Ганна Касьянова Запорізька область | Місце      | 17    | 15   | 19    | 15    | 26   | 25    | 20            | 5951      | 25    |
| Аліна Фьодорова Київська область   | Результат  | 14.10 | 1.80 | 14.38 | 25.44 | 6.00 | 35.44 | Не фінішувала | 5038      | 28    |
| Аліна Фьодорова Київська область   | Очки       | 964   | 978  | 819   | 847   | 850  | 580   | 0             | 5038      | 28    |
| Аліна Фьодорова Київська область   | Місце      | 28    | 12   | 9     | 28    | 24   | 28    | —             | 5038      | 28    |

## Настільний теніс
Спортсменів — 2
Україна здобула три олімпійські ліцензії, проте Маргарита Песоцька була змушена відмовитися від виступу через травму
Чоловіки
| Спортсмен                         | Дисципліна                 | Попередній раунд   | Раунд 1            | Раунд 2                                                                    | Раунд 3                                                       | Раунд 4                                                   | Чвертьфінали       | Півфінали          | Фінал              | Фінал |
| Спортсмен                         | Дисципліна                 | Суперник Результат | Суперник Результат | Суперник Результат                                                         | Суперник Результат                                            | Суперник Результат                                        | Суперник Результат | Суперник Результат | Суперник Результат | Місце |
| --------------------------------- | -------------------------- | ------------------ | ------------------ | -------------------------------------------------------------------------- | ------------------------------------------------------------- | --------------------------------------------------------- | ------------------ | ------------------ | ------------------ | ----- |
| Лей Коу Донецька область          | Чоловічий одиночний турнір | Н/Д                | Н/Д                | Омар Ассар (EGY) Перемога 4-3 (11-5, 9-11, 13-11, 9-11, 7-11, 12-10, 11-8) | Сімон Гозі (FRA) Перемога 4-1 (11-6, 6-11, 16-14, 11-9, 11-6) | Маркуш Фрейташ (POR) Поразка 0-4 (8-11, 7-11, 5-11, 7-11) | Завершила виступ   | Завершила виступ   | Завершила виступ   | 9     |
| Тетяна Біленко Харківська область | Жіночий одиночний турнір   | Н/Д                | Н/Д                | Івета Ваченовська (CZE) Перемога 4-0 (11-9, 11-8, 11-3, 17-15)             | Лі Хо Чхін (HKG) Поразка 1-4 (8-11, 10-12, 11-9, 11-13, 6-11) | Завершила виступ                                          | Завершила виступ   | Завершила виступ   | Завершила виступ   | 17    |

## Плавання
Спортсменів — 7
Чоловіки
| Спортсмен                               | Дисципліна                 | Попередній заплив | Попередній заплив | Півфінал        | Півфінал        | Фінал           | Фінал           |
| Спортсмен                               | Дисципліна                 | Час               | Місце             | Час             | Місце           | Час             | Місце           |
| --------------------------------------- | -------------------------- | ----------------- | ----------------- | --------------- | --------------- | --------------- | --------------- |
| Андрій Говоров Дніпропетровська область | 50 метрів вільним стилем   | 21.49             | 1 Q               | 21.46           | 2 Q             | 21.74           | 5               |
| Сергій Фролов Запорізька область        | 1500 метрів вільним стилем | 15.04.61          | 17                | Н/Д             | Н/Д             | Завершив виступ | Завершив виступ |
| Михайло Романчук Рівненська область     | 1500 метрів вільним стилем | 15.05.35          | 15                | Н/Д             | Н/Д             | Завершив виступ | Завершив виступ |
| Любомир Лемешко Полтавська область      | 100 метрів батерфляєм      | 51.21             | 23                | Завершив виступ | Завершив виступ | Завершив виступ | Завершив виступ |
| Дмитро Оселедець Київ                   | 200 метрів брасом          | 2.15.19           | 37                | Завершив виступ | Завершив виступ | Завершив виступ | Завершив виступ |

Жінки
| Спортсменка                       | Дисципліна               | Попередній заплив | Попередній заплив | Півфінал         | Півфінал         | Фінал            | Фінал            |
| Спортсменка                       | Дисципліна               | Час               | Місце             | Час              | Місце            | Час              | Місце            |
| --------------------------------- | ------------------------ | ----------------- | ----------------- | ---------------- | ---------------- | ---------------- | ---------------- |
| Дар'я Степанюк Харківська область | 50 метрів вільним стилем | 25.67             | 42                | Завершила виступ | Завершила виступ | Завершила виступ | Завершила виступ |
| Дар'я Степанюк Харківська область | 100 метрів батерфляєм    | 1.00.81           | 33                | Завершила виступ | Завершила виступ | Завершила виступ | Завершила виступ |
| Дарина Зевіна Київ                | 200 метрів на спині      | 2:08.88           | 8 Q               | 2:09.07          | 9                | Завершила виступ | Завершила виступ |

## Синхронне плавання
Спортсменів — 9
| Спортсменки | Змагання | Технічна програма | Технічна програма | Півфінал довільної програми | Півфінал довільної програми | Півфінал довільної програми | Півфінал довільної програми | Фінал довільної програми | Фінал довільної програми | Всього очок | Місце |
| Спортсменки | Змагання | Очки              | Місце             | Очки                        | Місце                       | Всього очок                 | Місце                       | Очки                     | Місце                    | Всього очок | Місце |
| --- | -------- | ----------------- | ----------------- | --------------------------- | --------------------------- | --------------------------- | --------------------------- | ------------------------ | ------------------------ | ----------- | ----- |
| Лоліта Ананасова Харківська областьАнна Волошина Харківська область | Дует     | 93.1358           | 3                 | 93.5333                     | 5                           | 186.6691                    | 4 Q                         | 94.0000                  | 4                        | 187.1358    | 4     |
| Олена Гречихіна Донецька областьОльга Золотарьова Харківська областьОлександра Сабада Харківська областьАнастасія Савчук Харківська областьКатерина Садурська Харківська областьКсенія Сидоренко Харківська областьДар'я Юшко Харківська областьЛоліта Ананасова Харківська областьАнна Волошина Харківська область | Групи    | 93.4413           | 4                 | Н/Д                         | Н/Д                         | Н/Д                         | Н/Д                         | 95.1667                  | 4                        | 188.6080    | 4     |

## Стрибки у воду
Спортсменів — 7
| Спортсмени                                                              | Змагання                   | Чвертьфінал | Чвертьфінал | Півфінал  | Півфінал | Фінал     | Місце |
| Спортсмени                                                              | Змагання                   | Результат   | Місце       | Результат | Місце    | Результат | Місце |
| ----------------------------------------------------------------------- | -------------------------- | ----------- | ----------- | --------- | -------- | --------- | ----- |
| Кваша Ілля Миколаївська область                                         | Трамплін, 3 метри          | 398.20      | 15 Q        | 430.5     | 8 Q      | 475.10    | 6     |
| Долгов Максим Запорізька областьГоршковозов Олександр Луганська область | Синхронна вишка, 10 метрів | —           | —           | —         | —        | 421.98    | 6     |

| Спортсмени                           | Змагання          | Чвертьфінал | Чвертьфінал | Півфінал  | Півфінал | Фінал            | Місце            |
| Спортсмени                           | Змагання          | Результат   | Місце       | Результат | Місце    | Результат        | Місце            |
| ------------------------------------ | ----------------- | ----------- | ----------- | --------- | -------- | ---------------- | ---------------- |
| Федорова Олена Миколаївська область  | Трамплін, 3 метри | 318.10      | 12 Q        | 321.00    | 8 Q      | 304.80           | 11               |
| Анастасія Недобіга Луганська область | Трамплін, 3 метри | 309.50      | 10 Q        | 290.15    | 18       | Завершила виступ | Завершила виступ |
| Прокопчук Юлія Київ                  | Вишка, 10 метрів  | 297.95      | 15 Q        | 300.65    | 14       | Завершила виступ | Завершила виступ |
| Ганна Красношлик Луганська область   | Вишка, 10 метрів  | 300.80      | 14 Q        | 295.45    | 16       | Завершила виступ | Завершила виступ |

## Стрільба
Спортсменів — 8
Чоловіки
| Спортсмен                           | Дисципліна                       | Кваліфікація | Кваліфікація | Півфінал | Півфінал | Фінал        | Фінал        |
| Спортсмен                           | Дисципліна                       | Очки         | Місце        | Очки     | Місце    | Очки         | Місце        |
| ----------------------------------- | -------------------------------- | ------------ | ------------ | -------- | -------- | ------------ | ------------ |
| Олег Царьков Львівська область      | Пневматична гвинтівка, 10 м      | 626.2        | 5 Q          | Н/Д      | Н/Д      | 79,7         | 8            |
| Олег Царьков Львівська область      | Гвинтівка лежачи, 50 м           | 623.1        | 12           | Н/Д      | Н/Д      | Не проходить | Не проходить |
| Олег Царьков Львівська область      | Гвинтівка з трьох положень, 50 м | 1173         | 10           | Н/Д      | Н/Д      | Не проходить | Не проходить |
| Роман Бондарук Львівська область    | Швидкісний пістолет, 25 м        | 579          | 11           | Н/Д      | Н/Д      | Не проходить | Не проходить |
| Павло Коростильов Львівська область | Швидкісний пістолет, 25 м        | 574          | 16           | Н/Д      | Н/Д      | Не проходить | Не проходить |
| Павло Коростильов Львівська область | Пневматичний пістолет, 10 м      | 572          | 35           | Н/Д      | Н/Д      | Не проходить | Не проходить |
| Олег Омельчук Рівненська область    | Пневматичний пістолет, 10 м      | 577          | 14           | Н/Д      | Н/Д      | Не проходить | Не проходить |
| Олег Омельчук Рівненська область    | Пістолет, 50 м                   | 550          | 21           | Н/Д      | Н/Д      | Не проходить | Не проходить |
| Сергій Куліш Черкаська область      | Пневматична гвинтівка, 10 м      | 627.0        | 4 Q          | Н/Д      | Н/Д      | 204,6        | 2            |
| Сергій Куліш Черкаська область      | Гвинтівка лежачи, 50 м           | 620.5        | 32           | Н/Д      | Н/Д      | Не проходить | Не проходить |
| Сергій Куліш Черкаська область      | Гвинтівка з трьох положень, 50 м | 1171         | 14           | Н/Д      | Н/Д      | Не проходить | Не проходить |
| Микола Мільчев Одеська область      | Скит                             | 122          | 4Q           | 15       | 3Q       | 14           | 4            |

Жінки
| Спортсменка                              | Дисципліна                      | Кваліфікація | Кваліфікація | Фінал        | Фінал        |
| Спортсменка                              | Дисципліна                      | Очки         | Місце        | Очки         | Місце        |
| ---------------------------------------- | ------------------------------- | ------------ | ------------ | ------------ | ------------ |
| Костевич Олена Чернігівська область      | Пневматичний пістолет, 10 м     | 28           | 378          | Не проходить | Не проходить |
| Костевич Олена Чернігівська область      | Пістолет, 25 м                  | 575          | 22           | Не проходить | Не проходить |
| Наталія Кальниш Дніпропетровська область | Пневматична гвинтівка, 10 м     | 415,8        | 9            | Не проходить | Не проходить |
| Наталія Кальниш Дніпропетровська область | Гвинтівка з трьох позицій, 50 м | 577          | 21           | Не проходить | Не проходить |

## Стрільба з лука
Спортсменів — 4
Чоловіки
| Спортсмен                       | Дисципліна             | Попередній раунд | Попередній раунд | Раунд 1/32                             | Раунд 1/16                         | Раунд 1/8          | Чверть- фінали     | Півфінали          | Фінал              | Фінал |
| Спортсмен                       | Дисципліна             | Результат        | Місце            | Суперник Результат                     | Суперник Результат                 | Суперник Результат | Суперник Результат | Суперник Результат | Суперник Результат | Місце |
| ------------------------------- | ---------------------- | ---------------- | ---------------- | -------------------------------------- | ---------------------------------- | ------------------ | ------------------ | ------------------ | ------------------ | ----- |
| Віктор Рубан Харківська область | Індивідуальна першість | 663              | 25               | Хендра Пурнама (INA) (40) Перемога 7-3 | Ж-Ш Валладон (FRA) (8) Поразка 0-6 | Завершив виступ    | Завершив виступ    | Завершив виступ    | Завершив виступ    | 17    |

Жінки
| Спортсменка                                                                                                 | Дисципліна             | Попередній раунд | Попередній раунд | Раунд 1/32                                 | Раунд 1/16                        | Раунд 1/8                | Чверть- фінали      | Півфінали           | Фінал               | Фінал |
| Спортсменка                                                                                                 | Дисципліна             | Результат        | Місце            | Суперниця Результат                        | Суперниця Результат               | Суперниця Результат      | Суперниця Результат | Суперниця Результат | Суперниця Результат | Місце |
| --- | ---------------------- | ---------------- | ---------------- | ------------------------------------------ | --------------------------------- | ------------------------ | ------------------- | ------------------- | ------------------- | ----- |
| Вероніка Марченко Львівська область                                                                         | Індивідуальна першість | 630              | 30               | Лаура Нурмсалу (EST) (35) Перемога 6-0     | Кі Бо Бе (KOR) (3) Поразка 2-6    | Завершила виступ         | Завершила виступ    | Завершила виступ    | Завершила виступ    | 17    |
| Анастасія Павлова Херсонська область                                                                        | Індивідуальна першість | 630              | 29               | Луїза Сайдієва (KAZ) (36) Перемога 6-0     | Тан Я-Тінг (TPE) (4) Поразка 0-6  | Завершила виступ         | Завершила виступ    | Завершила виступ    | Завершила виступ    |       |
| Лідія Січенікова Чернівецька область                                                                        | Індивідуальна першість | 630              | 31               | Хатуна Наріманідзе (GEO) (34) Перемога 7-1 | Чан Хьо Чін (KOR) (2) Поразка 2-6 | Завершила виступ         | Завершила виступ    | Завершила виступ    | Завершила виступ    | 17    |
| Вероніка Марченко Львівська областьАнастасія Павлова Херсонська областьЛідія Січенікова Чернівецька область | Командна першість      | 1890             | 8                | Н/Д                                        | Н/Д                               | Японія (JPN) Поразка 2-6 | Завершили виступ    | Завершили виступ    | Завершили виступ    | 9     |

## Сучасне п'ятиборство
Спортсменів — 3
| Спортсмен                        | Дисципліна | Фехтування (шпага, один дотик) | Фехтування (шпага, один дотик) | Плавання (200 м вільним стилем) | Плавання (200 м вільним стилем) | Верхова їзда (конкур) | Верхова їзда (конкур) | Комбіновано: стрільба/біг (10 м, пневматичний пістолет)/(3200 м) | Комбіновано: стрільба/біг (10 м, пневматичний пістолет)/(3200 м) | Всього очок | Фінальне місце |
| Спортсмен                        | Дисципліна | Результат                      | Очки                           | Час                             | Очки                            | Час (штрафні очки)    | Очки                  | Час                                                              | Очки                                                             | Всього очок | Фінальне місце |
| -------------------------------- | ---------- | ------------------------------ | ------------------------------ | ------------------------------- | ------------------------------- | --------------------- | --------------------- | ---------------------------------------------------------------- | ---------------------------------------------------------------- | ----------- | -------------- |
| Павло Тимощенко Київ             | Чоловіки   | 21                             | 227                            | 2:05.59                         | 320                             | 65.43 (14)            | 286                   | 11.05.74                                                         | 635                                                              | 1472        | 2              |
| Андрій Федечко Львівська область | Чоловіки   | 16                             | 198                            | 2:05.63                         | 324                             | 79.49 (25)            | 275                   | 11:47.68                                                         | 593                                                              | 1390        | 26             |
| Анастасія Спас Київська область  | Жінки      | 16                             | 196                            | 2:14.54                         | 297                             | 120.69 (79)           | 221                   | 15:16.82                                                         | 384                                                              | 1098        | 30             |

## Теніс
Спортсменів — 7
Україна здобула 9 олімпійських ліцензій, проте Олександр Долгополов та Катерина Бондаренко відмовилися від виступу через небезпеку зараження вірусом Зіка та збудником жовтої гарячкиПізніше відмовився від пропозиції взяти участь в іграх Сергій Стаховський через те, через те, він раніше погодився на запрошення щодо участі у низці турнірів, зокрема серії «Мастерс».
Чоловіки
| Спортсмен                                          | Змагання         | 1/32                                      | 1/16                                                    | 1/8              | Чвертьфінал      | Півфінал         | Фінал / Матч за 3-е місце | Місце |
| Спортсмен                                          | Змагання         | Суперник Рахунок                          | Суперник Рахунок                                        | Суперник Рахунок | Суперник Рахунок | Суперник Рахунок | Суперник Рахунок          | Місце |
| -------------------------------------------------- | ---------------- | ----------------------------------------- | ------------------------------------------------------- | ---------------- | ---------------- | ---------------- | ------------------------- | ----- |
| Ілля Марченко Донецька область                     | Одиночний турнір | Андреас Сеппі (ITA) Поразка 3-6, 6-3, 6-7 | Завершив виступ                                         | Завершив виступ  | Завершив виступ  | Завершив виступ  | Завершив виступ           | 43    |
| Ілля Марченко Донецька область Денис Молчанов Київ | Парний турнір    | Н/Д                                       | Фабіо Фоніні (ITA) Андреас Сеппі (ITA) Поразка 4-6, 3-6 | Завершили виступ | Завершили виступ | Завершили виступ | Завершили виступ          | 17    |

Жінки
| Спортсменка                                                                     | Змагання         | 1/32                                         | 1/16                                                                | 1/8                                    | Чвертьфінал                          | Півфінал             | Фінал / Матч за 3-е місце | Місце                |
| Спортсменка                                                                     | Змагання         | Суперниця Рахунок                            | Суперниця Рахунок                                                   | Суперниця Рахунок                      | Суперниця Рахунок                    | Суперниця Рахунок    | Суперниця Рахунок         | Місце                |
| ------------------------------------------------------------------------------- | ---------------- | -------------------------------------------- | ------------------------------------------------------------------- | -------------------------------------- | ------------------------------------ | -------------------- | ------------------------- | -------------------- |
| Еліна Світоліна Харківська область                                              | Одиночний турнір | Андреа Петкович (GER) Перемога 2-6, 6-1, 6-3 | Гезер Вотсон (GBR) Перемога 6-3, 1-6, 6-3                           | Серена Вільямс (USA) Перемога 6-4, 6-3 | Петра Квітова (CZE) Поразка 2-6, 0-6 | Завершили виступ     | Завершили виступ          | 5                    |
| Леся Цуренко Київ                                                               | Одиночний турнір | Знялася через травму                         | Знялася через травму                                                | Знялася через травму                   | Знялася через травму                 | Знялася через травму | Знялася через травму      | Знялася через травму |
| Людмила Кіченок Дніпропетровська область Надія Кіченок Дніпропетровська область | Парний турнір    | Н/Д                                          | Сюй Їфань (CHN) Чжен Сайсай (CHN) Поразка 0-6, 3-6                  | Завершила виступ                       | Завершила виступ                     | Завершила виступ     | Завершила виступ          | 32                   |
| Ольга Савчук Донецька область Еліна Світоліна Харківська область                | Парний турнір    | Н/Д                                          | Андреа Главачкова (CZE) Луціє Градецька (CZE) Поразка 6-7, 6-1, 4-6 | Завершили виступ                       | Завершили виступ                     | Завершили виступ     | Завершили виступ          | 23                   |

## Тріатлон
Спортсменів — 2
| Спортсмен                            | Дисципліна | Плавання, 1,5 км | Перехід 1 | Велосипед, 40 км | Перехід 2 | Біг, 10 км | Час     | Місце |
| ------------------------------------ | ---------- | ---------------- | --------- | ---------------- | --------- | ---------- | ------- | ----- |
| Іван Іванов Полтавська область       | Чоловіки   | 18:58            | 0:51      | 1:00:26          | 0:43      | 35:02      | 1:56.00 | 49    |
| Юлія Єлістратова Житомирська область | Жінки      | 20:05            | 0:55      | 1:05:57          | 0:39      | 35:51      | 2:03:27 | 38    |

## Фехтування
Спортсменів — 14
Чоловіки
| Спортсмен | Дисципліна          | Раунд 1/64                             | Раунд 1/32                         | Раунд 1/16                           | Чвертьфінал                | Півфінал                   | Фінал                        | Місце |
| Спортсмен | Дисципліна          | Суперник Рахунок                       | Суперник Рахунок                   | Суперник Рахунок                     | Суперник Рахунок           | Суперник Рахунок           | Суперник Рахунок             | Місце |
| --- | ------------------- | -------------------------------------- | ---------------------------------- | ------------------------------------ | -------------------------- | -------------------------- | ---------------------------- | ----- |
| Анатолій Герей Київ | Індивідуальна шпага | Н/Д                                    | Фабіан Каутер (SUI) Поразка 9-15   | Не пройшов                           | Не пройшов                 | Не пройшов                 | Не пройшов                   | 24    |
| Дмитро Карюченко Харківська область                                                                                            | Індивідуальна шпага | Джон Едісон Родрігес (COL) Поразка 7-9 | Не пройшов                         | Не пройшов                           | Не пройшов                 | Не пройшов                 | Не пройшов                   | 36    |
| Богдан Нікішин Дніпропетровська область                                                                                        | Індивідуальна шпага | Н/Д                                    | Дзяо Янлунь (CHN) Перемога 15-11   | Беньямін Стеффен (SUI) Поразка 14-15 | Не пройшов                 | Не пройшов                 | Не пройшов                   | 10    |
| Дмитро Карюченко Харківська областьМаксим Хворост Харківська областьБогдан Нікішин Дніпропетровська областьАнатолій Герей Київ | Командна шпага      | Н/Д                                    | Н/Д                                | Н/Д                                  | Росія (RUS) Перемога 45-32 | Італія (ITA) Поразка 33-45 | Угорщина (HUN) Поразка 37-39 | 4     |
| Андрій Ягодка Одеська область                                                                                                  | Індивідуальна шабля | Н/Д                                    | Мойтаба Абедіні (IRI) Поразка 9-15 | Не пройшов                           | Не пройшов                 | Не пройшов                 | Не пройшов                   | 22    |

Жінки
| Спортсменка | Дисципліна           | Раунд 1/32                             | Раунд 1/16                        | Чвертьфінал                         | Півфінал                           | Фінал                             | Місце |
| Спортсменка | Дисципліна           | Суперниця Рахунок                      | Суперниця Рахунок                 | Суперниця Рахунок                   | Суперниця Рахунок                  | Суперниця Рахунок                 | Місце |
| --- | -------------------- | -------------------------------------- | --------------------------------- | ----------------------------------- | ---------------------------------- | --------------------------------- | ----- |
| Олена Кривицька Київ                                                                                                 | Індивідуальна шпага  | Сін А Рам (KOR) Перемога 15-14         | Лорен Рембі (FRA) Поразка 7-9     | Не пройшла                          | Не пройшла                         | Не пройшла                        | 15    |
| Ксенія Пантелєєва Львівська область                                                                                  | Індивідуальна шпага  | Ірина Ембріх (EST) Поразка 3-15        | Не пройшла                        | Не пройшла                          | Не пройшла                         | Не пройшла                        | 27    |
| Яна Шемякіна Київ | Індивідуальна шпага  | Кортні Харлі (USA) Перемога 14-13      | Нозомі Сато (JPN) Поразка 8-11    | Не пройшла                          | Не пройшла                         | Не пройшла                        | 13    |
| Олена Кривицька КиївЯна Шемякіна КиївКсенія Пантелєєва Львівська областьАнфіса Почкалова Львівська область           | Командна шпага       | Н/Д                                    | Бразилія (BRA) Перемога 45-32     | Китай (CHN) Поразка 34-42           | Південна Корея (KOR) Поразка 34-45 | Франція (FRA) Поразка 38-45       | 8     |
| Ольга Лелейко Київ                                                                                                   | Індивідуальна Рапіра | Астрід Гюйар (FRA) Поразка 9-15        | Не пройшла                        | Не пройшла                          | Не пройшла                         | Не пройшла                        | 24    |
| Ольга Харлан Миколаївська область                                                                                    | Індивідуальна шабля  | Урсула Гонсалес (MEX) Перемога 15-8    | Аліна Комащук (UKR) Перемога 15-8 | Лорета Гулотта (ITA) Перемога 15-4  | Яна Єгорян (RUS) Поразка 9-15      | Манон Брунет (FRA) Перемога 15-10 | 3     |
| Аліна Комащук Хмельницька область                                                                                    | Індивідуальна шабля  | Росселла Грегоріо (ITA) Перемога 15-14 | Ольга Харлан (UKR) Поразка 8-15   | Не пройшла                          | Не пройшла                         | Не пройшла                        | 15    |
| Кравацька Олена Одеська область                                                                                      | Індивідуальна шабля  | Ібтіхадж Мухаммад (USA) Поразка 13-15  | Не пройшла                        | Не пройшла                          | Не пройшла                         | Не пройшла                        | 26    |
| Олена Вороніна КиївАліна Комащук Хмельницька областьКравацька Олена Одеська областьОльга Харлан Миколаївська область | Командна шабля       | Н/Д                                    | Н/Д                               | Південна Корея (KOR) Перемога 45-40 | Італія (ITA) Перемога 45-42        | Росія (RUS) Поразка 30-45         | 2     |

## Скандали
Розголос та неоднозначне сприйняття в українських ЗМІ викликало інтерв'ю низки українських спортсменів, де вони виступили проти усунення від участі в Олімпійських іграх «чистих» спортсменів з Російської Федерації поряд з їх дискваліфікованими за вживання допінгу співвітчизниками.
Після Олімпійських ігор українські веслувальниці Світлана Ахадова, Анастасія Тодорова та Інна Грищун зробили заяву, в якій звинуватили чиновників, зокрема Міністра спорту та молоді України Ігоря Жданова в неспортивних методах формування команди та шантажі. Ігор Жданов заперечує звинувачення.